# Oleksandr Papush
Oleksandr Papush (tiếng Ukraina: Олександр Сергійович Папуш; sinh 14 tháng 1 năm 1985 ở Mariupol) là một cầu thủ bóng đá Ukraina hiện tại thi đấu cho Isloch Minsk Raion.